# Język santali
Język santali, pol. również język santalski – język plemienia Santalów (ok. 6 mln) we wschodnich i północno-wschodnich Indiach, także w Bangladeszu, Nepalu i Bhutanie, największy reprezentant grupy językowej munda należącej do rodziny austroazjatyckiej.
Język santali został uznany przez konstytucję indyjską jako jeden z 23 urzędowych języków Indii.

## Alfabet
Norweski misjonarz Paul Olaf Bodding opisał gramatykę i stworzył słownik tego języka oraz przetłumaczył w 1914 Biblię na język santali, wykorzystując zmodyfikowany alfabet łaciński, często używany jeszcze dziś. Poza tym do zapisu santali służą także lokalne alfabety: bengalski, orija i dewanagari.
Ponieważ wielość systemów pisma nie sprzyjała rozwojowi i standaryzacji języka, nauczyciel Pandit Raghunath Murmu stworzył w 1925 odrębny alfabet, przystosowany do oddania fonetycznych właściwości języka santali, znany jako ol ciki lub ol cemet. W przeciwieństwie do indyjskich alfabetów sylabicznych, ten system pisma jest czystym alfabetem, podobnie jak alfabet łaciński. Szersze wykorzystanie tego pisma jest jednak ograniczone niskim poziomem alfabetyzacji wśród Santalów (poniżej 30%).